# Arapiles (1864)
Arapiles blev Spaniens femte panserskib, og indgik i den spanske marines plan om at genskabe landet som maritim stormagt, efter at opfindelsen af panserskibet i 1859 i princippet havde gjort alle upansrede skibe forældede. Skibet blev påbegyndt i 1861 som en almindelig skruefregat på det britiske værft R. H. Green i Blackwall i London, men da det året efter stod klart for den spanske regering, at fremtiden tilhørte panserskibet, blev designet ændret til at omfatte en panserbeklædning. Den nye kontrakt var parat i januar 1864, og skibet blev søsat i oktober samme år. I 1864 udbrød der imidlertid krig mellem Spanien og Peru, og som led i sin neutralitetspolitik forbød den britiske regering, at skibet blev afleveret, før krigen var slut, og i kombination med manglende spansk vilje eller evne til at betale betød det, at Arapiles først blev overtaget i september 1868, hvorefter det sejlede til Spanien og officielt indgik i flåden i december. Navnet henviser til en spansk landsby nær Salamanca, som har lagt navn til det slag i juli 1812, hvor en fælles britisk-spansk-portugisisk hær besejrede franskmændene under Napoleonskrigene. I andre lande er kampen kendt som slaget ved Salamanca.

## Tjeneste
I 1871 var Arapiles i Napoli for at repræsentere Spanien ved en maritim udstilling. Derefter fik skibet videnskabsmænd om bord og tog på togt i Mellemøsten som det første spanske krigsskib i omkring 80 år. Videnskabsmændene skulle formidle indkøb af effekter til det spanske nationale arkæologiske museum, der var oprettet få år tidligere. Da ekspeditionen var slut, blev skibet sendt til den spanske eskadre i Caribien. I 1872 led skibet så stor overlast under en storm, at det året efter blev sendt til New York for at blive repareret. Arapiles var tilbage i Havana i januar 1874. Løsningen med at hægte panser på en eksisterende konstruktion havde aldrig været helt vellykket, og skibet kunne dårligt bære panseret, så efter blot 10 års tjeneste udgik Arapiles i 1878.